# Leptochilus bahupunctika
Leptochilus bahupunctika là một loài dương xỉ trong họ Polypodiaceae. Loài này được B.K.Nayar, Madhus. & Molly mô tả khoa học đầu tiên năm 1998.
Danh pháp khoa học của loài này chưa được làm sáng tỏ. 